# Тржашка бригада
Тржашка бригада (итал. Brigata Triestina) формирана је у селу Татрама код Бркина наредбом Оперативног штаба за западну Словенију од 23. септембра 1943, од два батаљона, која су образована средином септембра од италијанских антифашиста из Трста, један у селу Долини код Трста, а други код Темнице на Красу. 
Дејствовала је на подручју источно од Трста и у Бркинима. Крајем септембра 1943. у Бркине је продрла 14. дивизија са 2. бригадом „Љубо Шерцер” и Снежничком бригадом. Дана 28. септембра у састав Тржашке бригаде ушао је и Тржашки батаљон, који је, два дана раније, формиран као 4. батаљон Шнежничке бригаде. У другој фази немачке Октобарске офанзиве, бригада је почетком октобра претрпела велике губитке од јачих немачких тенковских и моторизованих делова. Наредбом Главног штаба Словеније од 3. октобра укључена је у састав 14. дивизије као 16. бригада НОВ и ПО Словеније. Због малог бројног стања (око 140 бораца) преформирана је у батаљон, који је привремено био стављен под команду Штаба 2. бригаде „Љубо Шерцер”.